# Faiditus dracus
Espèce
Synonymes
- Argyrodes dracus Chamberlin & Ivie, 1936

Faiditus dracus est une espèce d'araignées aranéomorphes de la famille des Theridiidae.

## Distribution
Cette espèce se rencontre en Amérique des États-Unis au Paraguay.

## Description
Le mâle décrit par Exline et Levi en 1962 mesure 2,6 mm et la femelle 2,3 mm, les mâles mesurent de 2,4 à 3,0 mm et les femelles de 1,6 à 2,5 mm.

## Éthologie
Argyrodes dracus vit en cleptoparasite sur les toiles de Nephila clavipes.
En Guyane, elle a été observée notamment sur le mont Cabassou et sur le plateau du Mahury près de Remire-Montjoly et à La Levée près de Matoury sur des toiles d'Uloboridae,. Elle cohabite souvent avec Argyrodes elevatus.

## Publication originale
- Chamberlin & Ivie, 1936 : New spiders from Mexico and Panama. Bulletin of the University of Utah, vol. 27, no 5, p. 1-103 (texte intégral).